# Maurice Mattauer
Maurice Mattauer, né le 24 juin 1928 à Sentheim et mort le 8 avril 2009 à Montpellier, est un géologue français, tectonicien des chaînes de montagnes.

## Biographie
Maurice Mattauer naît le 24 juin 1928 à Sentheim. Dès son enfance, il récolte des minéraux et des fossiles.
Il entre au CNRS en 1951, Maurice Mattauer est l'auteur de plusieurs ouvrages dont Ce que disent les pierres. Ses ouvrages et publications sont en direction des spécialistes de la discipline, la tectonique, ou du grand public.
Il préside, en 1977-1978, la Société géologique de France.
Il meurt le 8 avril 2009 à Montpellier.

## Polémique
Maurice Mattauer participe, en 1976, à la polémique relative à l'éruption phréatique de la Soufrière, en Guadeloupe, lorsque Claude Allègre, alors président de l'Institut de physique du globe de Paris, préconise l'évacuation des alentours du volcan, tandis que le volcanologue Haroun Tazieff s'y oppose, en alléguant l'absence de danger. Des dizaines de milliers de personnes sont évacuées pendant plusieurs semaines, sans qu'il y ait cependant de dommages autres que matériels. La polémique enfle lorsque le magazine mensuel La Recherche publie, en janvier 1977, un article titré « Imbroglio scientifico-politique à la Soufrière », qui se montre sévère envers Claude Allègre. Maurice Mattauer réagit à cet article en mettant en cause Haroun Tazieff, dans une lettre à divers scientifiques de l'IPGP, ce qui conduit le volcanologue à porter plainte contre Maurice Mattauer pour diffamation, celle-ci étant successivement reconnue par le Tribunal de grande instance de Montpellier, le 29 mars 1978, puis par la Cour d'appel de Montpellier, le 28 janvier 1980,.

## Œuvres
- Maurice Mattauer, Étude géologique de l'Ouarsenis oriental, Alger, Service de la carte géologique de l'Algérie, coll. « Publications du Service de la carte géologique de l'Algérie » (no 17), 1958, xii-534-x, 25 cm (BNF 33093782).
- Maurice Mattauer, Les Déformations des matériaux de l'écorce terrestre, Paris, éd. Hermann, coll. « Méthodes », 1973, 1re éd., xv-493, 22 cm (ISBN 2-7056-5721-5, BNF 34564489).
  - Maurice Mattauer, Les Déformations des matériaux de l'écorce terrestre, Paris, éd. Hermann, coll. « Méthodes », 1980, 2e éd., xv-493, 22 cm (ISBN 2-7056-5895-5, BNF 36143104).Deuxième édition corrigée.
- Maurice Mattauer, Monts et merveilles : Beautés et richesses de la géologie, Paris, éd. Hermann, coll. « Actualités scientifiques et industrielles », 1989, 1re éd., 267 p., 24 cm (ISBN 2-7056-1426-5, BNF 35026264).
  - Maurice Mattauer, Monts et merveilles : Beautés et richesses de la géologie, Paris, éd. Hermann, 1999, 2e éd., 267 p., 24 cm (ISBN 2-7056-1444-3, BNF 37054946).Nouvelle édition revue.
- Maurice Mattauer, Ce que disent les pierres, Paris, Belin éditeur, coll. « Bibliothèque Pour la science », 1998, 143 p., 25 cm (ISBN 2-84245-001-9, BNF 36993608).

Co-direction d'ouvrage
- Claude Allègre (dir.) et Maurice Mattauer (dir.), Structure et dynamique de la lithosphère, Paris, éd. Hermann, coll. « Actualités scientifiques et industrielles » (no 1345), 1972, xv-471, 24 cm (BNF 35348810).